# Orientation sexuelle

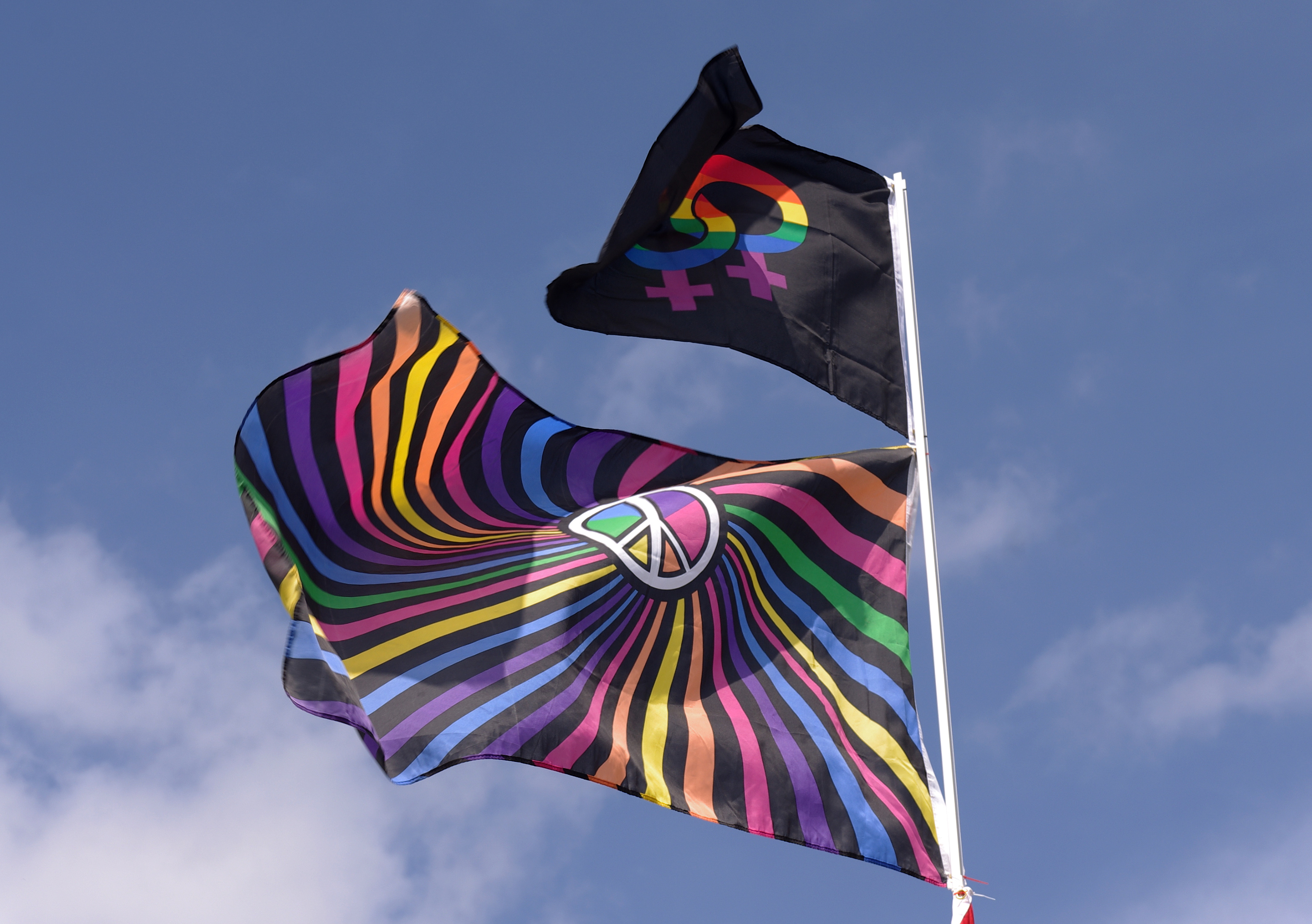
Drapeau des orientations sexuelles, pendant la marche des fiertés à Nottinghamshire, en 2011.

Pour les articles homonymes, voir Orientation.
 (décembre 2019).
L'orientation sexuelle est, en sciences sociales, un mode durable d'attirance sexuelle pour le sexe (ou genre) opposé, le même sexe, ou les deux sexes (ou pour diverses expressions de genre).
En sciences naturelles et plus précisément en éthologie, les autres espèces d'êtres vivants montrent que la sexualité sert le plus souvent au tissage des liens entre individus et rarement uniquement à la procréation : toutes les formes et variantes que l'on peut rencontrer dans les sociétés humaines sont présentes dans la biosphère, de sorte que nul type d'orientation sexuelle ou de structure familiale de l'humanité ne peut être qualifié de « plus naturel » qu'un autre ; ils sont tous « naturels » et seules les coutumes, les croyances, les civilisations ou les législations créent des normes, des préférences, des interdits.
D'après l'Association américaine de psychologie, l'orientation sexuelle humaine renvoie aussi à un sentiment « d'identité sociale et personnelle basé sur ces attirances, sur les comportements qui les expriment, et sur l'appartenance à une communauté de personnes qui les partagent ».
Ces attirances sont communément acceptées comme étant l'hétérosexualité, l'homosexualité, la bisexualité et l'asexualité, cette dernière étant parfois considérée comme une absence d'orientation sexuelle,,,,. Dans la culture LGBT, sont récemment apparus d'autres désignations alternatives, tels que les termes de pansexualité, d'omnisexualité, ou d'altersexualité ; et le concept d'orientations romantiques apparu au sein de la communauté asexuelle. Certaines personnes n'utilisent aucune étiquette pour décrire leur orientation sexuelle.
Certaines personnes se définissent d'après une certaine orientation sexuelle, sans que leur comportement sexuel ne soit en accord avec l'identité affirmée, ; par exemple, de nombreuses personnes s'étant engagées dans des relations avec des personnes des deux sexes à des degrés divers ne se définissent pas comme bisexuelles mais comme « hétérosexuelles » ou « homosexuelles ».
La question de l'orientation sexuelle est, chez l'être humain, un thème complexe et parfois à l'origine de controverses scientifiques ou sociales. Les nombreuses données génétiques, physiologiques, neurobiologiques et psychologiques suggèrent que la communication chimique, avec les phéromones, sont le principal facteur de l'orientation sexuelle dans la majorité des espèces animales. Chez l'être humain, il existerait plutôt des origines multifactorielles de préférences sexuelles.
Chez les animaux sexués, la sexualité correspond à des processus biologiques spécifiquement organisés pour que les mâles et les femelles s'identifient et s'attirent afin de se reproduire, mais il n'est pas rare d'observer des comportements non hétérosexuels. Chez les animaux les plus simples, comme les insectes, ce sont les structures biologiques de la communication chimique qui sont les processus à l'origine d'un comportement sexuel avant tout hétérosexuel (mais chez certaines espèces d'insectes, notamment de punaises, on observe des relations bisexuelles de manière généralisée chez les mâles). Un exemple typique de cette communication chimique est le bombykol, la phéromone sexuelle du bombyx du mûrier, qui est émise par la femelle et qui attire le mâle à plusieurs kilomètres de distance. Chez les mammifères, dans l'état actuel des connaissances, les principales structures impliquées dans l'orientation sexuelle sont les structures olfactives qui détectent (organe voméronasal, épithélium olfactif) et analysent (bulbe olfactif accessoire, amygdale voméronasale…) les phéromones sexuelles.
Chez les hominidés et l'être humain, plusieurs facteurs biologiques contrôlent l'orientation sexuelle. En particulier chez l'être humain, il existe plutôt une dynamique multifactorielle complexe, où divers facteurs (génétiques, biologiques, apprentissages, socialisation, représentations …) se combinent, ce qui aboutit au développement de préférences sexuelles. Dans la majorité des sociétés actuelles, où existent une culture hétérosexuelle dominante, et une culture homosexuelle plus marginale, la majorité des personnes développent des préférences globalement hétérosexuelles, et une minorité des préférences homosexuelles, bisexuelles ou asexuelles.
Actuellement, les données des neurosciences récentes concernant les préférences sexuelles ne font pas encore consensus au sein de la communauté scientifique et ne sont pas encore intégrées par la culture contemporaine. Le concept d'orientation sexuelle est ainsi principalement utilisé dans le domaine des sciences sociales.

## Fondements neurobiologiques de l'orientation sexuelle

### Rôle décisif de la communication chimique
La communication chimique joue un rôle décisif dans tous les comportements des animaux. Les phéromones, qu'elles soient sexuelles, d’alarme, de trace, épidéictiques ou d'agrégation, sont utilisées pour communiquer de nombreuses informations vitales.

### Chez les insectes
Chez les insectes, les phéromones permettent d'attirer réciproquement les femelles et les mâles, même à plusieurs kilomètres de distance. Les phéromones sont détectées par les antennes, même à faible concentration. On observe que toutes les femelles sont attirées par tous les mâles, et inversement. Expérimentalement, en modifiant des gènes liés aux phéromones, on peut modifier sélectivement certains processus de l'orientation sexuelle : un mâle génétiquement modifié uniquement pour produire des phéromones femelles attire les autres mâles, tout en restant attiré par les femelles ; un mâle dont un des principaux récepteurs aux phéromones est féminisé est attiré par d'autres mâles. Ces données confirment, chez les insectes, que ce sont les structures biologiques qui produisent, détectent et analysent la communication chimique qui sont les processus à l'origine de l'orientation sexuelle.

### Chez les mammifères
Chez les mammifères, qui possèdent de grandes capacités d'apprentissages, il est très important de bien distinguer les capacités acquises des processus innés. Des expériences montrent que des rongeurs mâles dont on a empêché tout apprentissage sexuel sont sexuellement excités par des phéromones sexuelles émises par des femelles en œstrus. Une autre expérience clé montre que la destruction de l'organe voméronasal fait disparaître la capacité de reconnaître le partenaire de sexe opposé,,. Ces expériences comportementales confirment, comme chez les autres animaux, le rôle inné et majeur de la communication chimique et des phéromones sexuelles dans l'orientation sexuelle des mammifères.

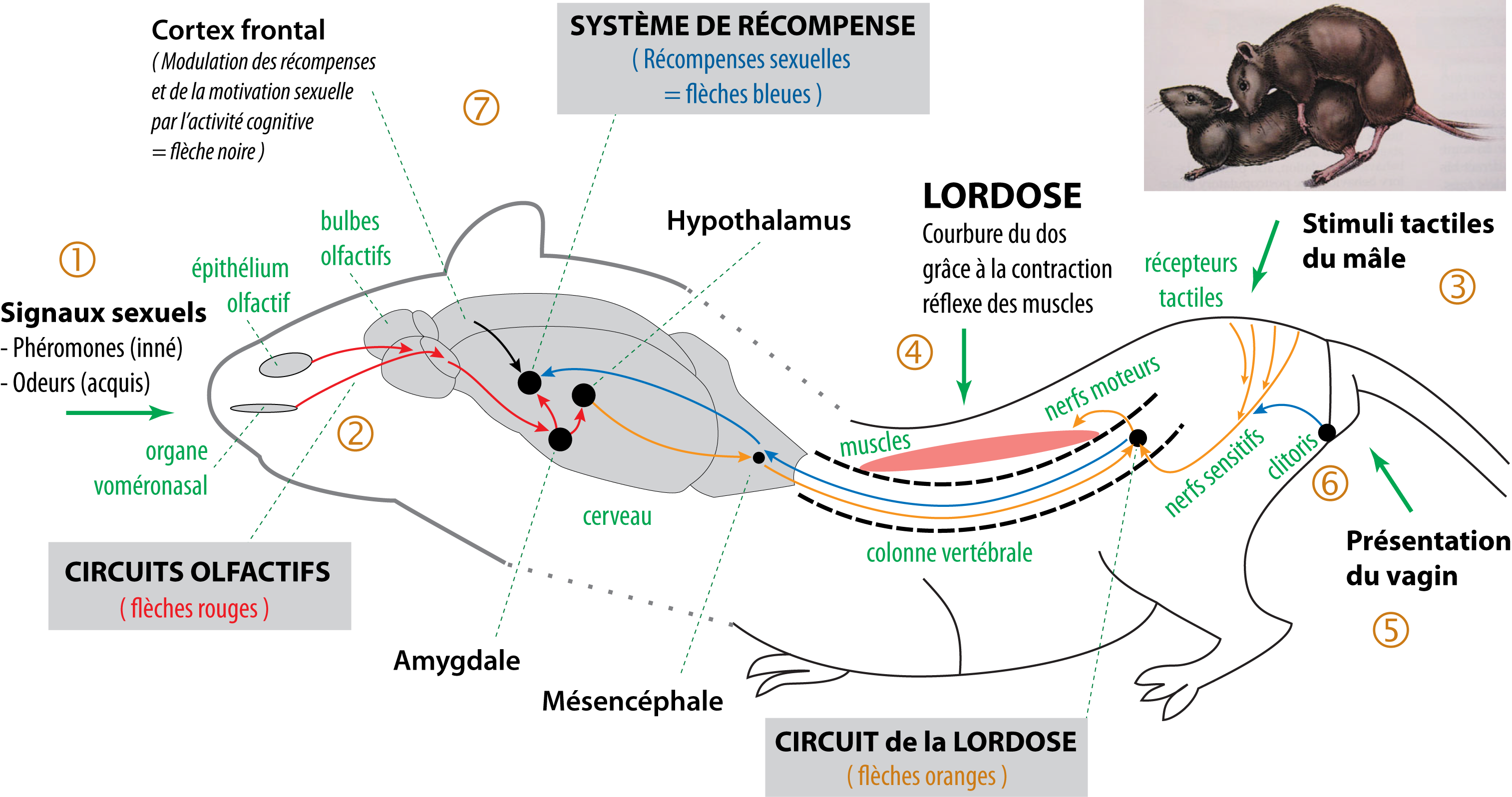
Schéma simplifié des circuits neurobiologiques du comportement de reproduction des mammifères, chez la femelle. L'orientation sexuelle dépendrait principalement des circuits olfactifs. C'est dans les bulbes olfactifs et dans les structures plus centrales (amygdale, hypothalamus ventromédian, noyau préoptique médian), que l'information olfactive est traitée différemment selon le sexe.

Au niveau neurobiologique et physiologique, même si actuellement on ne connaît pas en détail tous les processus impliqués dans l'orientation sexuelle, les études montrent l'existence de différents processus coordonnés qui concourent à l'orientation hétérosexuelle : au niveau de la production, de la libération, de la détection et du traitement des informations phéromonales.
- la détection des phéromones sexuelles est réalisée principalement au niveau de l'organe voméronasal, ainsi qu'au niveau de l'épithélium olfactif, avec des interactions fonctionnelles entre ces deux structures[11] ; cette détection des phéromones est contrôlée par les hormones sexuelles au niveau des récepteurs[26] ;
- concernant le traitement inné des phéromones sexuelles, les phéromones peuvent déclencher l'excitation sexuelle (l'érection chez le mâle[20]), l'attraction sexuelle et la mémorisation des caractéristiques du partenaire sexuel[27], le développement de nouveaux neurones dans l'hippocampe (ce qui correspond à la formation de la mémoire)[28] ;
- il existe des molécules spécifiques pour transporter les phéromones jusqu'à l'urine, les protéines MUP[29],[30] ;
- il existe des comportements spécifiques pour émettre et rechercher les phéromones, en particulier celles contenues dans l'urine : le marquage du territoire avec l'urine, le léchage ano-génital et facial, le reniflage et le flehmen[31].

On observe ainsi qu'il existe tout un ensemble de processus qui concourent à l'organisation d'une orientation sexuelle, contrôlée par les hormones. Tous les processus connus et décrits sont spécifiques d'une orientation hétérosexuelle. Néanmoins, comme ces processus ne sont pas toujours optimisés, et qu'il existe des variations génétiques et physiologiques, les excitations et les activités sexuelles ne sont pas toujours hétérosexuelles.

### Chez les hominidés et l'humain
Chez les hominidés et l'être humain, plusieurs des facteurs biologiques qui contrôlent l'orientation hétérosexuelle sont altérés ou modifiés. L'organe voméronasal n'est quasiment plus fonctionnel, et environ 90 % des gènes qui codent les récepteurs aux phéromones sexuelles deviennent des pseudogènes, tant dans l'organe voméronasal que dans l'épithélium olfactif. Ces modifications et altérations entraînent une désorganisation des processus neurobiologiques de l'orientation hétérosexuelle. L'analyse des études récentes confirme qu'il n'existe apparemment plus de processus simple de l'orientation sexuelle chez l'être humain.
Néanmoins, comme tous les récepteurs aux phéromones ne sont pas altérés, il existe encore des effets des phéromones sexuelles chez l'être humain ; mais ces effets seraient faibles et résiduels. Une étude à l'échelle d'une population entière indique que l'orientation sexuelle humaine ne dépend plus uniquement des facteurs biologiques et devient multifactorielle.

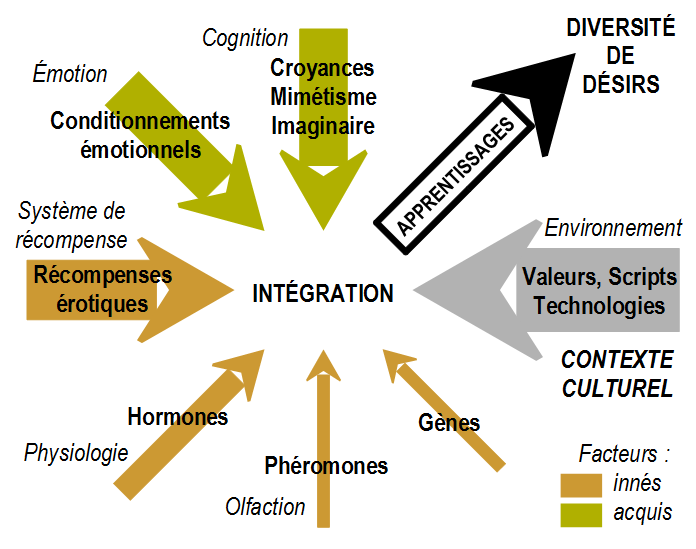
Modélisation de l'apprentissage plurifactoriel des préférences sexuelles chez l'être humain (: L'importance de chaque facteur reste encore à évaluer plus précisément).

Ainsi, en raison de l'altération de l'olfaction, les phéromones sexuelles deviennent secondaires. Les processus principaux de l'orientation sexuelle devenant secondaires, d'autres facteurs exercent une influence plus significative : le vécu affectif, les attentes sociales, la cognition, l'environnement culturel… En particulier, en raison du développement considérable du néocortex humain, la cognition devient un facteur majeur (influence des conditionnements, de la mémoire et des expériences passées, de l'imagination et des fantasmes, des attentes personnelles, des attitudes et des valeurs sexuelles…).
Plusieurs études ont souligné une origine prénatale à l'orientation sexuelle. Ainsi, les hormones prénatales peuvent être considérées comme un déterminant de l’orientation sexuelle à l’âge adulte.
De même, les chercheurs ont découvert une association entre une réponse immunitaire maternelle à la protéine liée à la neuroligine 4 Y et l’orientation sexuelle ultérieure de leurs fils, expliquant l'effet frêre ainé.
Enfin, il existe des hypothèses concernant une origine épigénétique à l'orientation sexuelle. De nombreuses études ont notamment cherché à déterminer une origine épigénétique de l'homosexualité.
En fonction de toutes ces données, le consensus qui semble émerger actuellement entre les spécialistes est que l'orientation sexuelle, ainsi que la motivation sexuelle, sont devenues multifactorielles. La question encore controversée est d'évaluer l'influence relative de chaque facteur dans le développement des préférences sexuelles ; et en particulier, puisque les circuits olfactifs sont altérés, quelle est l'influence résiduelle des hormones et des phéromones. La plupart de ces données neuroscientifiques récentes ne sont pas encore intégrées dans les modèles culturels contemporains. Bien que toutes les personnes aient des préférences sexuelles avérées (préférences pour certaines femmes et/ou hommes, pour la taille des seins, la forme du visage, l'âge, des positions, certaines activités, etc.), on parle surtout d'orientation sexuelle.

## Orientation romantique
L'orientation romantique ou affective désigne le ou les genres par lequel ou lesquels une personne est attirée amoureusement.

### Aromantisme

Drapeau aromantique

L'une des caractéristiques de la personne aromantique est que, même si elle ne ressent que peu ou pas d'attirance romantique, elle peut tout de même apprécier le sexe. Les personnes aromantiques ne sont pas nécessairement incapables de ressentir de l'amour. Par exemple, ils peuvent toujours ressentir un amour familial ou le type d'amour platonique exprimé entre amis. Certaines personnes aromantiques peuvent prétendre qu'ils sont capables d'apprécier le type d'amour ou de romance qui existe dans la culture populaire, comme dans les films, les livres romantiques ou les chansons, mais seulement par procuration, et qu'ils ne ressentent pas intuitivement ces sentiments eux-mêmes.
Certaines publications ont fait valoir qu'il existait une sous-représentation des asexuels et des aromantiques dans les médias et dans la recherche et qu'ils étaient souvent mal compris. Les aromantiques font souvent face à la stigmatisation et sont stéréotypés avec des étiquettes telles que sans cœur, insensibles ou perturbés.
De nombreux aromantiques sont asexuels mais le terme aromantique peut être utilisé en relation avec diverses identités sexuelles, telles que aromantique bisexuel, aromantique hétérosexuel, aromantique lesbienne, aromantique gay ou aromantique asexuel. En effet, l'aromantisme concerne avant tout l'attirance amoureuse plutôt que la sexualité ou la libido. Quelques activistes ont plaidé en faveur de l’inclusion des personnes aromantiques dans la communauté LGBT.
L'antonyme de l'aromantisme est l'alloromanticisme, c'est-à-dire l'expérience de l'amour romantique ou de l'attirance amoureuse pour les autres. Le terme également utilisé pour parler d'une personne aromantique est aro. La lettre « A » dans l'acronyme LGBT élargi, LGBTQIA +, signifie asexualité bien qu'elle puisse inclure des identités aromantiques et agenre,,.

## Autres processus putatifs de l'orientation sexuelle
À partir des premières études neurobiologiques et endocrinologiques de l'orientation sexuelle chez les mammifères, les facteurs génétiques et hormonaux ont été considérés comme des facteurs majeurs de l'orientation sexuelle humaine. Mais les études réalisées après les années 2000 ont montré que l'orientation sexuelle chez l'être humain est multifactorielle, avec des interactions complexes entre des facteurs biologiques et culturels.
Par ailleurs, en raison de la perte d'importance de la communication chimique chez les hominidés, plusieurs auteurs ont supposé que d'autres processus auraient remplacé l'olfaction et les phéromones. Concernant l'audition, des expériences montrent que les signaux sonores ne sont pas des signaux innés de l'orientation sexuelle chez les rongeurs,. En raison de l'importance de la vision chez les primates, plusieurs hypothèses supposent que les signaux visuels pourraient participer à la reconnaissance du partenaire de sexe opposé. Une hypothèse suggère que la peau sexuelle des femelles primates, colorée et bien visible durant l'œstrus, serait un signal inné ; mais des expériences ont montré que ce signal visuel était appris. Une autre hypothèse suggère que le rapport taille/hanche des femmes serait un signal attractif pour l'homme ; mais plusieurs études montrent que ce signal serait également appris : en effet, le rapport taille/hanche préféré change en fonction du statut socio-économique ou de l’évaluation cognitive, et surtout il change d’une société à l’autre. En l'état actuel des connaissances, si des données biologiques telles que le système hormonal ou des facteurs génétiques jouent un rôle dans les préférences sexuelles, ces facteurs n'expliquent par exemple pas tous les cas d'homosexualité, ce qui conforte l'existence parallèle de facteurs psychosociologiques acquis, dans des proportions qui à ce jour ne sont pas déterminées.

## Fluidité
La fluidité sexuelle — distincte de la fluidité de genre — est un changement de l'orientation sexuelle plus ou moins durable. Les personnes concernées voient leur attirance sexuelle évoluer, soit pour le sexe (ou le genre) opposé, soit pour le même sexe, soit pour les deux sexes (ou pour diverses expressions de genre). Une enquête réalisée en 2018 rapproche le genre et la sexualité dans sa définition succinte du terme « fluide » : « fluide » se dit, dans cette étude, d'une personne dont l'identité de genre ou de sexualité est changeante ou non catégorisable.
Dans le langage courant, la distinction entre orientation sexuelle et identité sexuelle n'est généralement pas faite. Cela peut avoir un effet sur les débats concernant la possibilité ou non de changer d'orientation sexuelle. L'identité d'orientation sexuelle est une construction sociale, elle peut changer tout au long de la vie d'un individu et peut ou non correspondre au sexe biologique, au comportement sexuel ou à l'orientation sexuelle réelle,,. L'orientation sexuelle est stable et peu susceptible de changer pour la grande majorité des gens, mais certaines recherches indiquent que certaines personnes peuvent subir des changements dans leur orientation sexuelle, ce qui est plus probable pour les femmes que pour les hommes,,. L'American Psychological Association fait la distinction entre l'orientation sexuelle (une attraction innée) et l'identité d'orientation sexuelle (qui peut changer à tout moment de la vie d'une personne).

## Analyses psychologiques et sociales
Dans les sciences humaines et sociales, l'orientation sexuelle est actuellement définie comme un mode durable d'attirance sexuelle pour le sexe opposé, le même sexe, ou les deux sexes, et les genres qui les accompagnent. Ces attirances sont communément acceptées comme étant l'homosexualité, la bisexualité, et l'hétérosexualité. L'asexualité (l'absence d'attirance sexuelle pour les autres) est parfois identifiée comme la quatrième orientation,,.
Ces catégories sont des aspects de la nature plus nuancée de l'identité sexuelle. Par exemple, certaines personnes utilisent d'autres étiquettes, ou aucune. D'après l'Association américaine de psychologie, l'orientation sexuelle renvoie aussi à un sentiment « d'identité sociale et personnelle basé sur ces attirances, sur les comportements qui les expriment, et sur l'appartenance à une communauté de personnes qui les partagent. »
On peut se définir d'après une certaine orientation sexuelle, sans que son comportement ou sexuel ne soit en accord avec l'identité affirmée,. Par exemple, de nombreuses personnes ayant eu des relations avec des personnes des deux sexes à des degrés divers ne se définissent pas comme bisexuelles mais comme « hétérosexuelles » ou « homosexuelles ».

## Classification chez l'être humain

L'échelle de Kinsey, comme l'ensemble des travaux de l'auteur, montre qu'en termes d'orientation sexuelle, tout n'est pas blanc ou noir. Le désir ou les expériences sexuelles ne seraient pas nécessairement polarisées selon un unique axe hétérosexualité (0) - homosexualité (6). Si le degré d'attirance pour un sexe ou l'autre peut varier (1,2,3,4,5), on parlera de bisexualité dès lors qu'il y a attirance pour les deux sexes, même si l'un prédomine sur l'autre.

L'orientation sexuelle d'une personne est généralement classée en fonction du sexe du ou des partenaires désirés :
- hétérosexuelle, si elle porte uniquement et exclusivement sur des personnes de l'autre genre[9] ;
- homosexuelle, si elle porte uniquement et exclusivement sur des personnes du même genre[9] ;
- bisexuelle, si elle porte sur deux genres, à des degrés divers[9].

Depuis les années 1990 la mesure de l'orientation sexuelle s'est complexifiée. Les chercheurs s'appuient sur l'une ou l'autre des variables suivantes : (1) les conduites sexuelles, (2) le désir et (3) la perception par l'individu de son orientation (auto-identification ou autodésignation). D'autres vont plus loin en prenant aussi en considération les réactions d'excitation à des stimuli érotiques, l'affiliation à des groupes d'appartenance et les changements d'attirances et de conduites sexuelles au fil du temps. Quelques exemples :
- pansexuelle, s'il s'agit d'attirance indifférenciée envers toute personne, peu importe son genre ou son sexe[71].
- asexuelle, s’il y a absence d'inclinaison sexuelle. Dans la communauté asexuelle, certaines personnes ressentent de l'attachement et des sentiments amoureux. Ces personnes veulent avoir des relations intimes romantiques, mais qui ne sont pas sexuelles ou érotiques. Pour mettre en évidence la nature non sexuelle de leur attachement romantique, et pour caractériser l'orientation de leur attachement, ils utilisent des termes comme hétéroromantique, homoromantique, biromantique, panromantique et aromantique (plutôt que hétérosexuel, homosexuel, bisexuel…)[72],[73].

L'orientation sexuelle peut évoluer au cours du temps, c'est un phénomène appelé « fluidité sexuelle. » Par exemple, une étude américaine de 2005 indique que parmi un groupe d'adolescents ayant tous déclaré n'avoir qu'une attirance exclusive envers les personnes de même sexe, seuls 11 % d'entre eux déclaraient la même chose un an plus tard.
L'orientation sexuelle, que son origine soit innée et/ou acquise, est attribuée par l'individu à ses sensations et conceptions personnelles (voir rationalisation) ; le comportement sexuel d'une personne peut être différent de son orientation. Ainsi, par exemple, l'abstinence sexuelle n'est pas toujours la conséquence d'une orientation asexuelle. Des personnes peuvent pratiquer une sexualité différente de leur orientation si elles y sont contraintes par des circonstances principalement sociales (soumission à une autorité réelle ou imaginée) ou matérielles (incarcération en milieu unisexe). Il n'a pas encore été montré s'il était possible de modifier l'orientation sexuelle d'une personne par le biais de l'influence (psychothérapie, autorité, etc.), malgré de nombreuses tentatives contestables au cours des siècles.
Dans le Préambule des Principes de Jogjakarta, document sur le droit international des droits de l'homme, l'orientation sexuelle est comprise comme faisant référence à la capacité de chacun de ressentir une attirance sexuelle envers des individus de sexe opposé, de même sexe ou de plus d'un sexe, et d'entretenir des relations intimes et sexuelles avec ces individus.

## Législation anti-discriminations
En 2012, le Haut-Commissariat des Nations unies aux droits de l'homme a publié un document « Nés Libres et Égaux » relatif à l'orientation sexuelle et l'identité sexuelle dans le droit international des droits de l'Homme.
La Charte des droits fondamentaux de l'Union européenne interdit toutes les discriminations, y compris fondées sur l'orientation sexuelle. Cette interdiction est également inscrite dans certaines législation nationales, comme dans la Constitution de l'Afrique du Sud.